# Museu Casa Rosa
O Museu Casa Rosa é um pólo museológico em Alte, no concelho de Loulé, na região do Algarve, em Portugal.

## Descrição e história
O museu foi inaugurado em Maio de 1995. Integra-se numa habitação vernacular da região serrana do Algarve, localizada no Sítio do Malha Ferro, na zona das Assumadas. Apresenta um espólio composto por utensílios agrícolas, cerâmica e mobiliário tradicionais da região.